# روبن غابريلسين
روبن غابريلسين (بالنرويجية البوكمول: Ruben Gabrielsen)‏ هو لاعب كرة قدم نرويجي، ولد في 10 مارس 1992 في يوفيك في النرويج. شارك مع Norway national under-15 association football team ‏ ومنتخب النرويج تحت 21 سنة لكرة القدم. أما مع النوادي، فقد لعب مع نادي ليلستروم ونادي مولده. بلعب حاليا لنادي تولوز

## وصلات خارجية
- روبن غابريلسين على موقع الاتحاد الدولي (مؤرشف)  (الإنجليزية)
- روبن غابريلسين على موقع الاتحاد الأوربي (الإنجليزية)
- روبن غابريلسين على موقع اتحاد النرويج (النرويجية)
- روبن غابريلسين على موقع الدوري الأمريكي (الإنجليزية)
- روبن غابريلسين على موقع قاعدة بيانات كرة القدم.إي يو (الإنجليزية)
- روبن غابريلسين على موقع ليكيب (الفرنسية)
- روبن غابريلسين على موقع ناشيونال فوتبول تيمز (الإنجليزية)
- روبن غابريلسين على موقع Soccerway.com (الإنجليزية)
- روبن غابريلسين على موقع عالم كرة القدم.نت (الإنجليزية)
- روبن غابريلسين على موقع AS.com (الإسبانية)